# أكرم الحلبي
أكرم حلبي (- ) ممثل سوري ولد في السويداء.

## حياته
```
[
2
]
```

## أعماله

### المسلسلات
- دنيا 2015
- الغربال 2
- طوق البنات 2
- وجوه وراء الوجوه
- قمر شام
- وردة لخريف العمر
- سلاسل ذهب

### سباعية
- تحت سماء الوطن (مسلسل)
- مسلسل زمن البرغوث.[3]

## روابط خارجية
- أكرم الحلبي على موقع قاعدة بيانات الأفلام العربية